# Adorazione del Bambino di San Vincenzo Ferrer
L'Adorazione del Bambino di San Vincenzo Ferrer (o Natività con san Giorgio e san Vincenzo Ferrer) è opera, tempera su tavola (146,5x156,5 cm) di Filippo Lippi, databile tra il 1455 (anno della canonizzazione di san Vincenzo Ferrer) e il 1466 (anno in cui il Lippi lasciò Prato). La pala, già nella chiesa di San Domenico a Prato, è oggi conservata nel Museo Civico.

## Storia
Il soggetto dell'Adorazione del Bambino fu molto frequente nella fase matura del pittore e le sue numerose varianti risalgono tutte al periodo pratese (1452-1466). San Vincenzo Ferrer venne canonizzato nel 1455 e da allora fu un importante modello nella cultura domenicana, come simbolo di lotta all'eresia in difesa della Chiesa.
Nel 1467 un incendio danneggiò la chiesa di San Domenico e in quell'occasione la tavola venne probabilmente lesionata, richiedendo alcuni reintegri che sono stati messi in luce in un recente restauro.

## Descrizione e stile

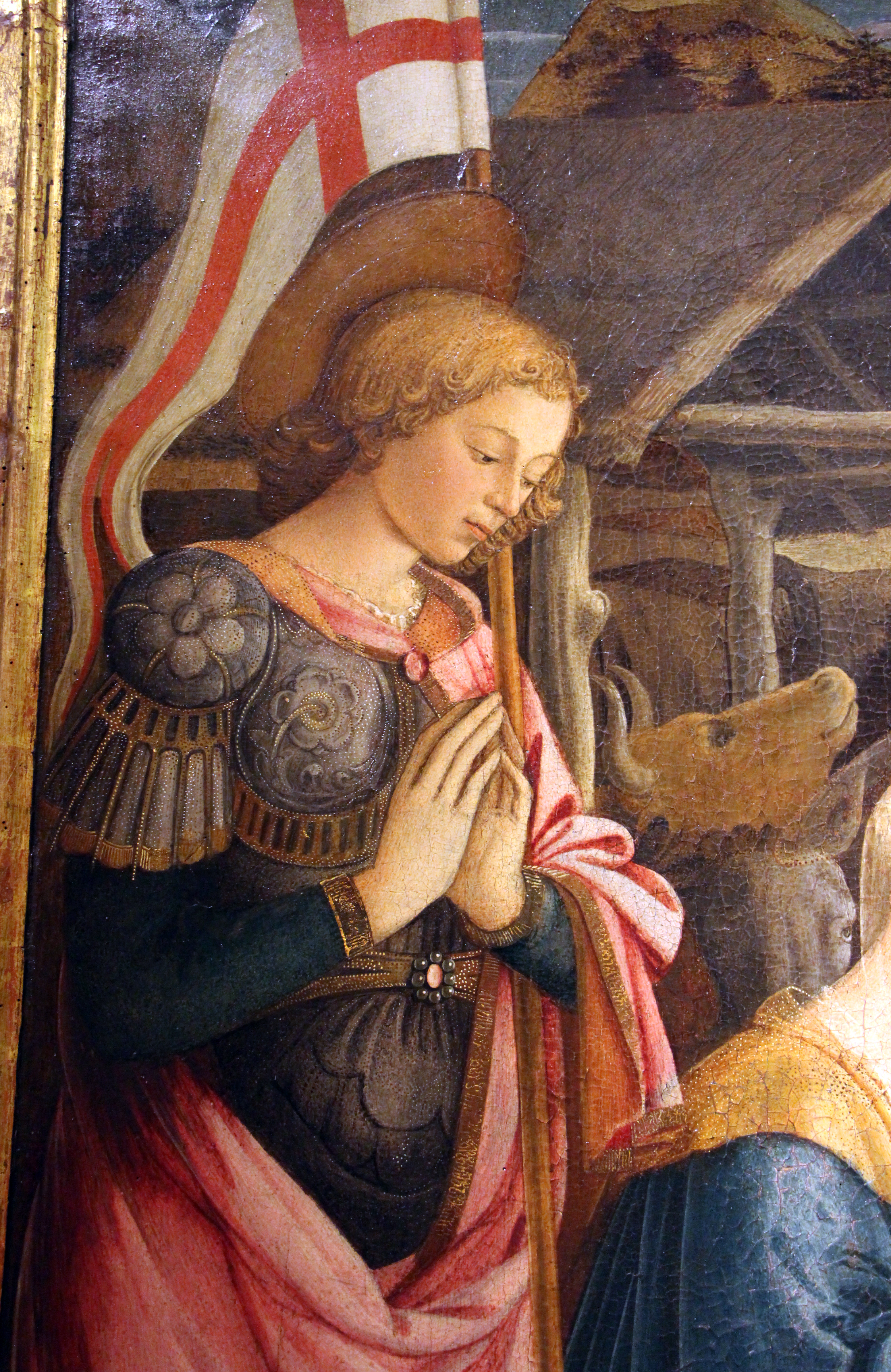

Al centro si trova il Bambino con ai lati la Madonna e san Giuseppe in adorazione; a sinistra san Giorgio anche lui in adorazione, mentre sulla destra si trova la visione di san Vincenzo Ferrer del Cristo entro una "mandorla" di luce, ovvero una Vesica piscis. In secondo piano si trovano infine due pastori e in fondo angeli.
La composizione e il disegno generale sono quasi certamente opera del Lippi, mentre ampie parti dell'esecuzione sono da ascrivere ad aiuti di bottega (specialmente Fra Diamante), con l'eccezione della Madonna, il Bambino e san Vincenzo, dipinti dal maestro. Come la Madonna della Cintola infatti l'opera venne dipinta in più fasi anche distanti più anni l'una dall'altra: una iniziale da parte del maestro ed altre di completamento da parte della bottega, magari durante il periodo in cui il Lippi si trovava a Spoleto (1467-1469). Per san Giuseppe sono stati fatti anche i nomi di Filippino e di Botticelli.